# Cantó de Pougues-les-Eaux
El cantó de Pougues-les-Eaux és un cantó francès del departament del Nièvre, situat al districte de Nevers. Té 5 municipis i el cap és Pougues-les-Eaux.

## Municipis
- Fourchambault
- Garchizy
- Germigny-sur-Loire
- Parigny-les-Vaux
- Pougues-les-Eaux

## Història
| Data d'elecció                           | Identitat        | Partit | Qualitat |
| ---------------------------------------- | ---------------- | ------ | -------- |
| 1945-1958                                | René Girard      | SFIO   |          |
| 1958-1970                                | Robert Hostier   | PCF    |          |
| 1970-1982                                | Maurice Besson   | PCF    |          |
| 1982-2001                                | Raymond Bussière | PCF    |          |
| 2001-                                    | Colette Mongiat  | PS     |          |
| les dades anteriors no són pas conegudes |                  |        |          |
|                                          |                  |        |          |

## Demografia
| A partir de 1990: Població sense dobles comptes |